# Education (film)
Pour plus de détails, voir Fiche technique et Distribution.
Education est un film dramatique britannique de 2020 réalisé par Steve McQueen et co-écrit par McQueen et Alastair Siddons. Le film est sorti le 13 décembre 2020 comme le cinquième épisode de la mini-série d'anthologie Small Axe sur BBC One, le 16 décembre 2020 aux Pays-Bas et le 18 décembre 2020 sur Amazon Prime Video,.

## Distribution
- Kenyah Sandy : Kingsley Smith
- Sharlene Whyte : Agnes Smith
- Tamara Lawrance : Stephanie Smith
- Daniel Francis (actor)|Daniel Francis : Esmond Smith
- Josette Simon : Lydia Thomas
- Naomi Ackie : Hazel
- Ryan Masher : Joseph
- Jairaj Varsani : Sajid
- Tabitha Byron : Sheila
- Roshawn Hewitt : Baz
- Aiyana Goodfellow : Nina
- Nathan Moses : Ashley
- Jo Martin : Mrs. Tabitha Bartholomew
- Kate Dickie : Miss Gill
- Stewart Wright : Mr. Baines
- Jade Anouka : Mrs. Morrison
- Adrian Rawlins : Headmaster Evans
- Nigel Boyle : Mr. Hamley

## Synopsis
Kingsley, 12 ans, est un garçon britannique dyslexique qui est fasciné par les astronautes et les fusées. Convoqué dans le bureau du directeur pour son comportement perturbateur en classe, il apprend qu'il va être transféré dans une école pour élèves ayant des «besoins spéciaux». Son parcours va mettre en lumière un ensemble de politiques de ségrégation visant à empêcher de nombreux enfants noirs d'accéder à l'éducation qu'ils méritent,.

## Contexte
Bien que les personnages du film soient fictifs, le film est basé sur des événements réels qui se sont déroulés dans les années 1970, où certaines municipalités de Londres ont suivi une politique officieuse de transfert d'un nombre disproportionné d'enfants noirs de l'enseignement général vers des écoles pour les soi-disant « élèves en difficulté scolaire ».
Cette pratique a été dénoncée par l'homme politique Bernard Coard dans sa brochure de 1971 intitulée How the West Indian Child is Made Educationally Sub-normal in the British School System (ou « Comment l'enfant antillais est rendu sous-normal sur le plan éducatif dans le système scolaire britannique »).

## Réception
Sur le site web de critiques de films Rotten Tomatoes, le film détient un taux d'approbation de 93 %, avec une note moyenne de 8,05/10. Le consensus des critiques du site Web se lit comme suit : « Education jette un regard optimiste sur l'avenir, offrant une fin simple et efficace à la série Small Axe qui consolide la place de Steve McQueen en tant que maître conteur ».
Le site Metacritic a attribué au film une note moyenne de 88 sur 100, indiquant une « consécration unanime ».
Peter Debruge du magazine Variety a salué Education pour son approche « intelligente » de la représentation des manières subtiles dont la ségrégation s'exprime dans l'éducation de la petite enfance sans « être réducteur à l'égard de l'institution ou de ses employés ». Il a comparé le style « granuleux et naturaliste » du film aux œuvres d'Alan Clarke et de la série Play for Today.